# كالفرت ييتس
كالفرت ييتس (بالإنجليزية: Calvert Yates)‏ (28 نوفمبر 1851 - 10 يونيو 1904) هو لاعب كريكت بريطاني (وحمل سابقاً جنسية المملكة المتحدة لبريطانيا العظمى وأيرلندا).